# Wilhelm Laporte

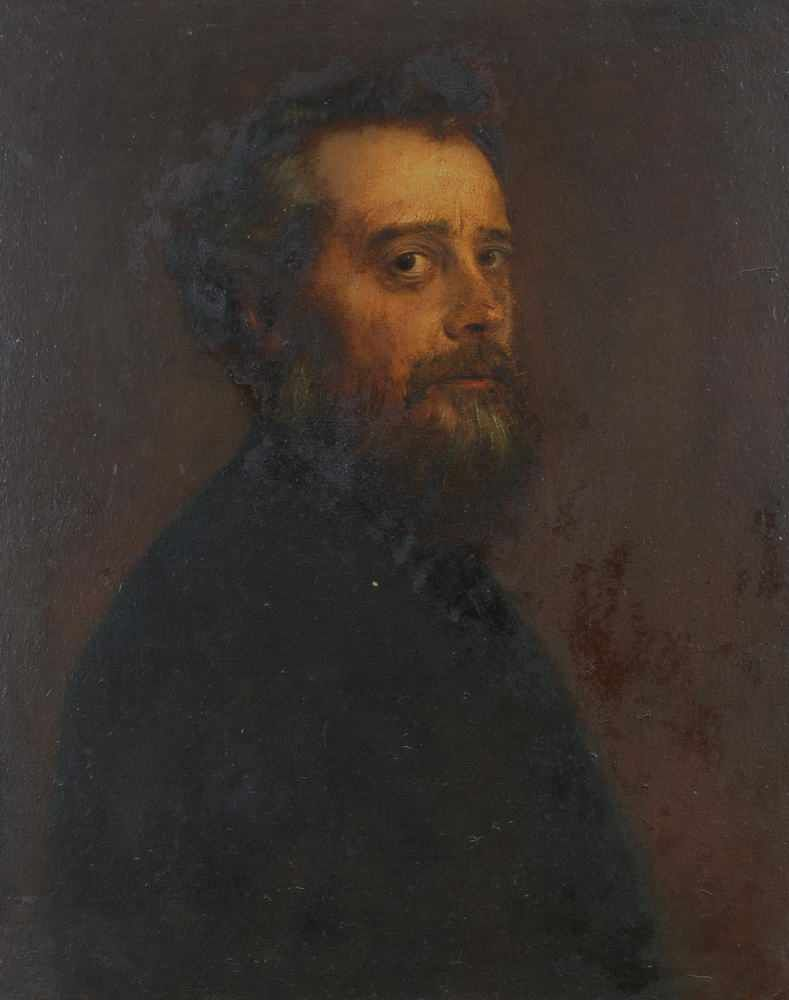
Franz von Lenbach "Senator Laporte", Öl auf Karton

Wilhelm Onno Laporte (* 24. Oktober 1833 in Emden; † 25. Mai 1900 in Linden (Hannover)) war Jurist und Mitglied des Deutschen Reichstags.

## Leben
Der Sohn des Emdener Stadtphysikus Conrad Laporte besuchte das Gymnasium in Emden und studierte von 1852 bis 1856 in Heidelberg und Göttingen Rechtswissenschaften. Danach wurde er Auditor und später Obergerichtsanwalt in Hannover. 1866 heiratete er Johanne Dorothee Luise (1837–1916), eine Tochter des Georg Egestorff.
Über seine Ehefrau und deren Schwester Sophie und Georgine wurde Laporte verwandt mit deren Ehemännern, dem Geheimen Kommerzienrat Fritz Buresch und dem Geheimen Oberbaurat Ernst Buresch.
Wilhelm Laporte war Mitglied des Kreisausschusses und von 1873 bis 1876 Mitglied des Preußischen Abgeordnetenhauses. Von 1874 bis 1881 war er Mitglied des Deutschen Reichstags für den Wahlkreis Provinz Hannover 18 (Stade – Blumenthal) und die Nationalliberale Partei.
In Linden war Laporte zeitweilig als Senator tätig.
Wilhelm Laporte war ein Kunstsammler und erwarb beispielsweise mehrere hölzerne Skulpturen aus dem Soest'schen Haus von Albert von Soest in Lüneburg, darunter Hermen, Karyatiden und Pilasterfüllungen, die er von Georg Alpers jun. in Hannover in fünf Lichtdruck-Tafeln nach Fotografien herausgeben ließ.

## Laportestraße
Ein Teil der bereits 1909 im – heute hannoverschen – Stadtteil Linden-Süd angelegten Brüningstraße wurde laut dem Adressbuch der Stadt Hannover von 1955 umbenannt „[...] nach der Familie Laporte.“

## Archivalien
An Archivalien von und über Wilhelm Laporte finden sich beispielsweise
- ein am 18./19. März 1897 datierter handschriftlicher Brief von Laporte an den Philosophen Kuno Fischer; Universitätsbibliothek Heidelberg, Nachlass Kuno Fischer, Korrespondenz, Signatur Heid. Hs. 2615,22[6]